# Alexandru Casapu
Alexandru Casapu (n. 26 mai 1938) este un fost deputat român în legislatura 1992-1996, ales în județul Neamț pe listele PDSR. Alexandru Casapu a demisionat pe data de 15 februarie 1993 și a fost înlocuit de deputatul Corneliu Seniuc.